# Радновац
Радновац је насељено место у општини Јакшић, у западној Славонији, Република Хрватска.

## Историја
До нове територијалне организације налазило се у саставу бивше велике општине Славонска Пожега.

## Становништво
Насеље је према попису становништва из 2011. године имало 203 становника.
| Националност       | 1991.        |
| Хрвати             | 175 (88,38%) |
| Срби               | 0            |
| Југословени        | 3 (1,51%)    |
| остали и непознато | 20 (10,10%)  |
| Укупно             | 198          |